# Бухбрунн
Бухбрунн (нім. Buchbrunn) — громада в Німеччині, розташована в землі Баварія. Підпорядковується адміністративному округу Нижня Франконія. Входить до складу району Кітцинген. Складова частина об'єднання громад Кітцинген.
Площа — 4,57 км2. Населення становить 1095 ос. (станом на 31 грудня 2020).